# Pågatåg

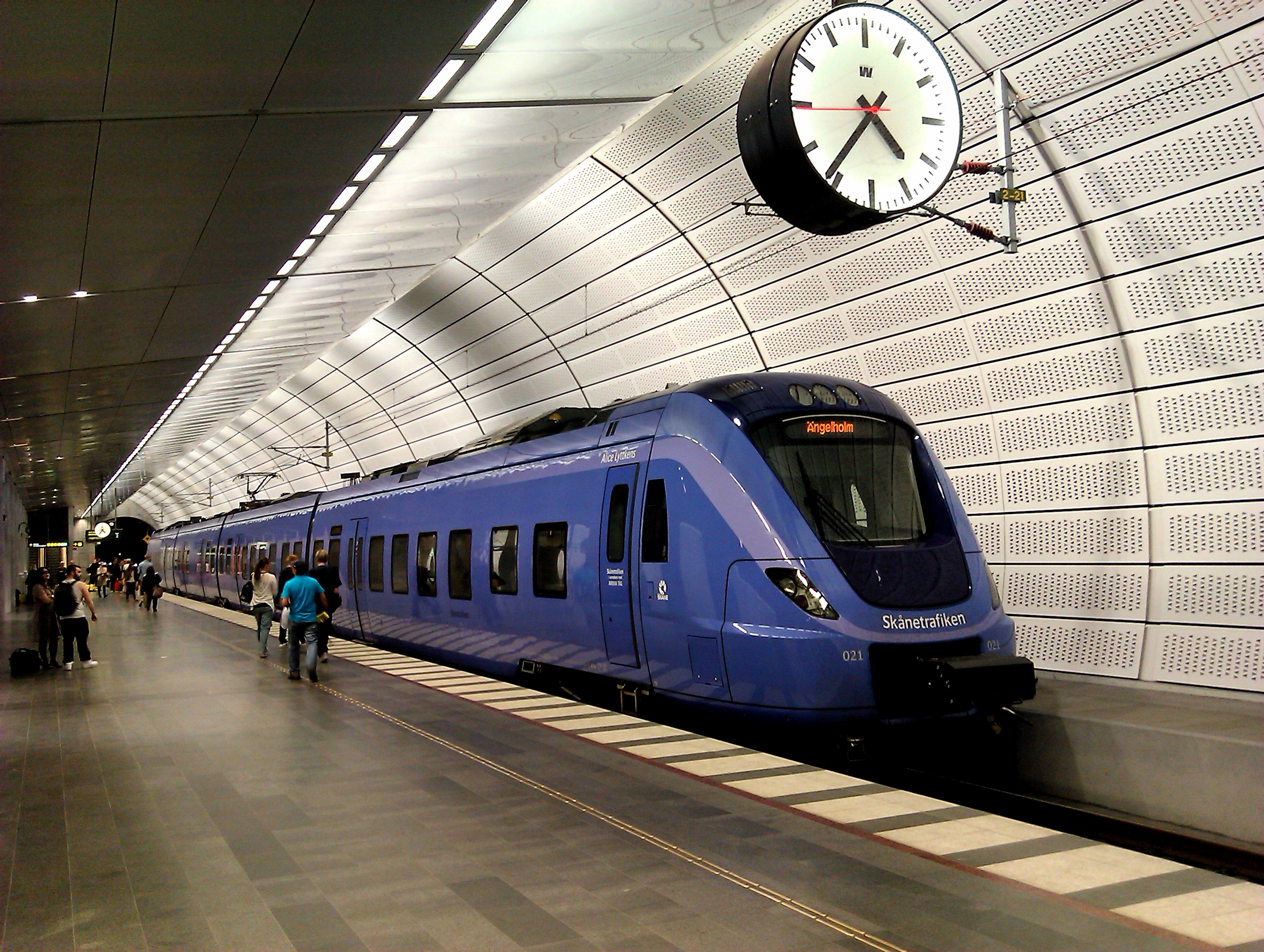
Der Pågatåg „Alice Lyttkens“ im Bahnhof Malmö-Triangeln

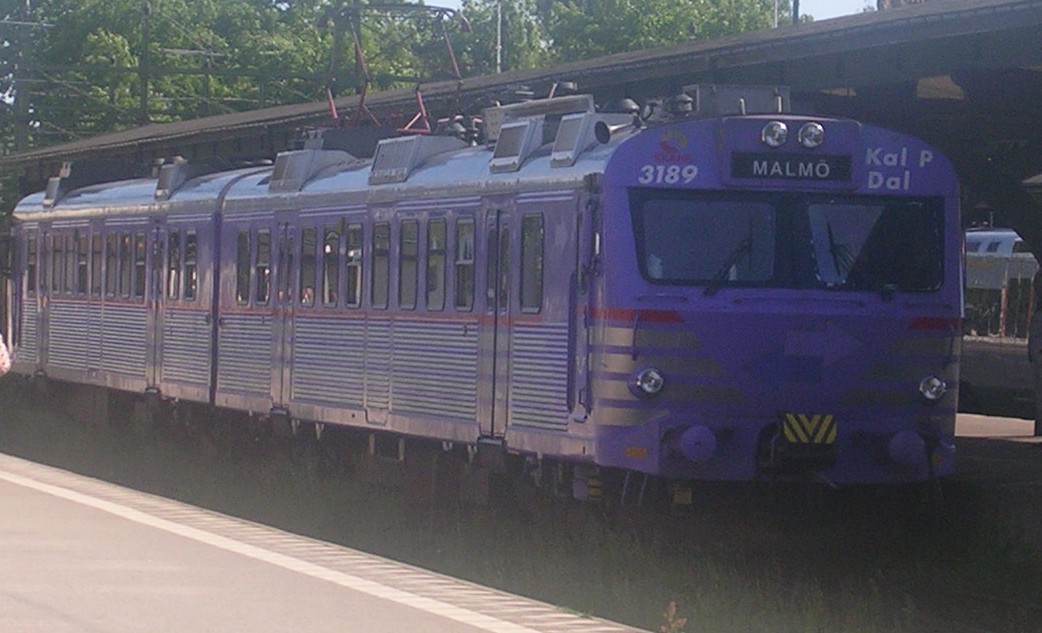
Der Pågatåg „Kal P Dal“ im Bahnhof Lund C

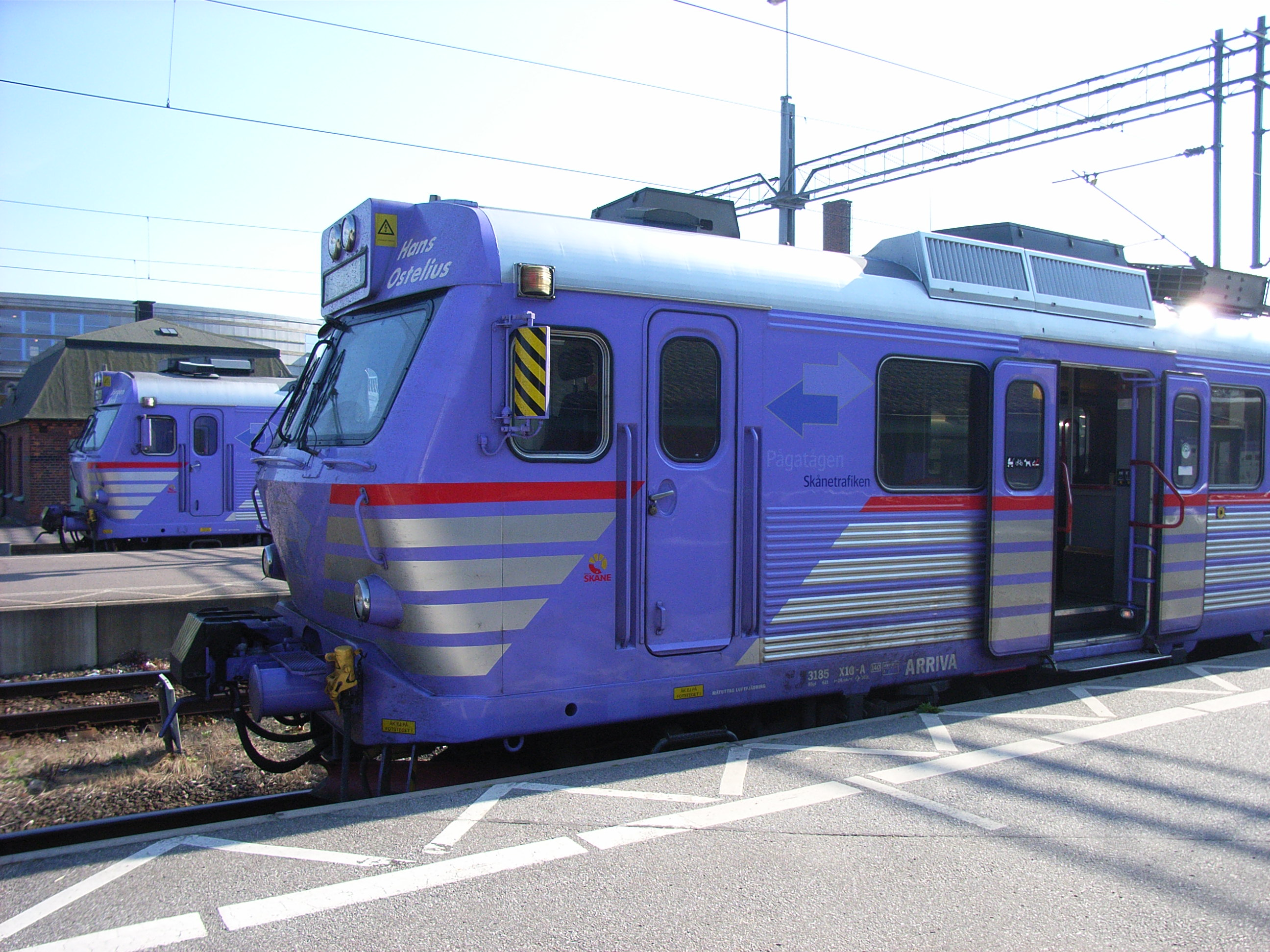
Pågatåg Hans Ostelius der Reihe X11 in Ystad

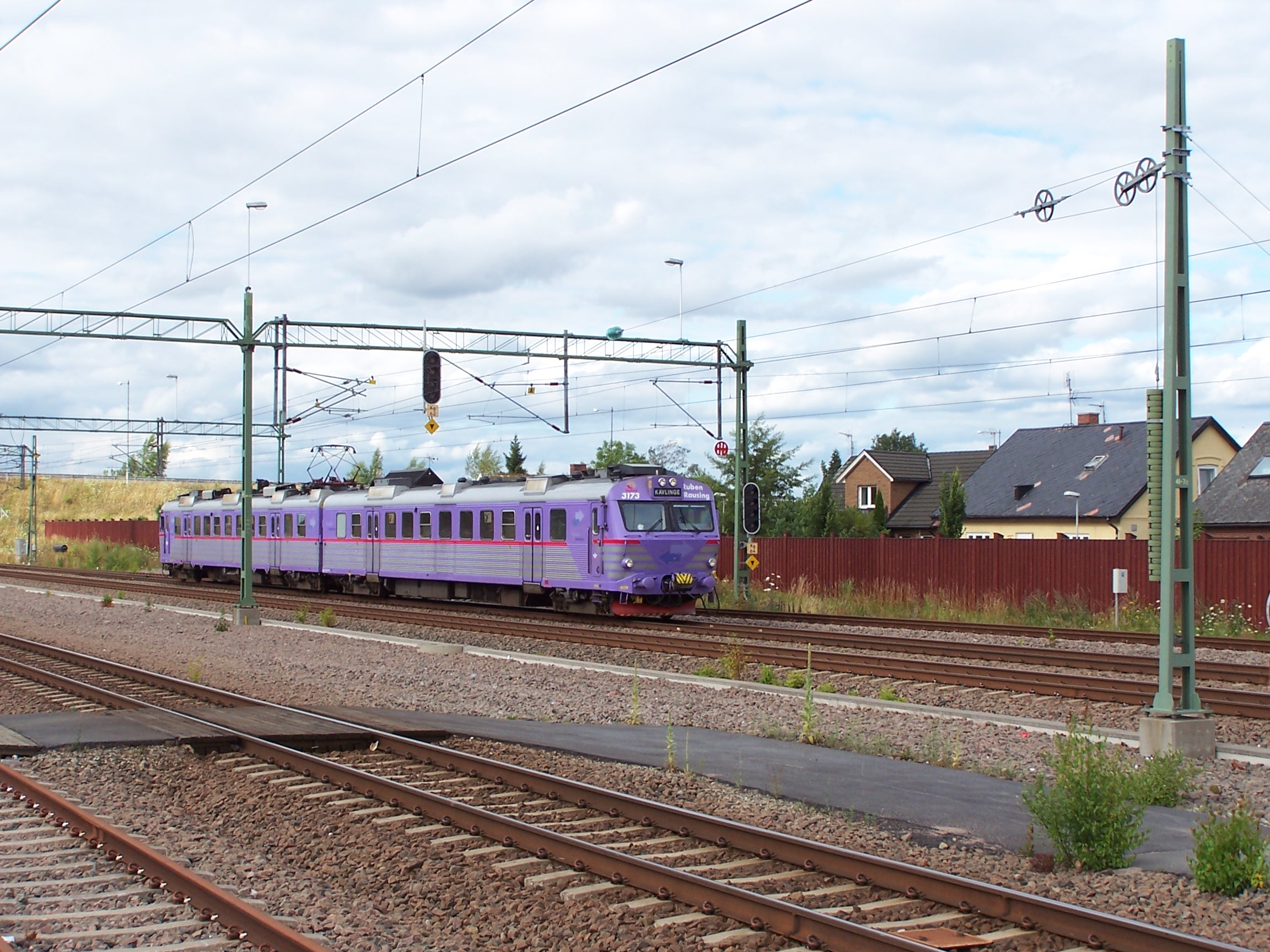
Pågatåg bei der Einfahrt in den Bahnhof Kävlinge

Pågatåg ist ein Schienenpersonennahverkehrssystem im südschwedischen Schonen. Es wird oft auch als Pendeltåg bezeichnet, obwohl es wenig Ähnlichkeiten mit den gleichnamigen Betrieben in Stockholm oder in Göteborg hat. Der Pågatåg wird durch das Eisenbahnunternehmen Arriva Tåg AB/VR im Auftrag von Skåne län und Skånetrafiken betrieben.

## Geschichte
Die erste Pågatåglinie nahm am 9. Januar 1983 unter der Regie der ÖPNV-Gesellschaft Länstrafiken der Provinz Malmöhus län ihren Betrieb auf. In den darauffolgenden Jahren wurde das Streckennetz mit dem zentralen Knotenpunkt Malmö C stetig ausgebaut, und durch den Zusammenschluss der Provinzen Malmöhus län und Kristianstads län im Jahre 1997 konnte der Betrieb auf weitere Teile Schonens ausgeweitet werden.
Lange war die Baureihe X11 im Einsatz. Aufgrund des zunehmenden Alters der eingesetzten Züge sowie wegen der fehlenden Ausrüstung der Züge mit Notbremsüberbrückung, die eine Zulassung für den Citytunnel in Malmö verhinderte, beschloss der Betreiber Skånetrafiken, die Flotte durch Fahrzeuge des Typs Alstom Coradia Nordic von Alstom zu ersetzen. Es werden insgesamt 49 neue Einheiten mit einem Auftragsvolumen von 2,2 Mrd. SEK beschafft, die ersten Fahrzeuge wurden 2010 ausgeliefert. Mittlerweile ist der Austausch abgeschlossen.
Seit der Fertigstellung des Malmöer Citytunnels ist das Pågatågnetz auf die Strecken Malmö C–Trelleborg, Malmöer Ringbahn (auf der Kontinentalbanan) und Malmö C–Richtung Lomma–Kävlinge–Svalöv–Åstorp erweitert.

## Züge
Im Pågatågbetrieb finden Elektrotriebzüge der Baureihe X61 Verwendung. Die lilafarbenen Züge haben eine zulässige Höchstgeschwindigkeit von 160 km/h und sind mit Toiletten, WLAN und Steckdosen ausgestattet.
Glichen die Wagen anfangs nicht nur äußerlich noch denen des Stockholmer Pendeltågnetzes, wurden sie später ausgebaut, um den speziellen Anforderungen des Pågatågnetzes Rechnung zu tragen. So bekamen die Wagen Toiletten, und die Passagiere erhielten die Möglichkeit, Fahrräder mitzuführen. Ein Grund dafür war die Integration mit dem Kopenhagener Regionalzug-Netz und dem dänisch-schwedischen Öresundstågnetz, was im Vergleich zum Stockholmer Pendeltågnetz zu größeren zurückgelegten Entfernungen führte.
Gemäß dem Namen Pågatåg, was auf Schonisch so viel wie „Jungenzug“ bedeutet (von schonisch påg = schwedisch pojke, Junge), waren ursprünglich alle Züge nach einem echten oder fiktiven Schonen männlichen Geschlechts benannt. Beispiele sind „Tycho Brahe“, „Nils Holgersson“, „Falstaff Fakir“ und „Hjalmar Gullberg“. Auch einer Frau, Victoria Benedictsson, wurde die Ehre zuteil; doch wurde der Zug nach ihrem Pseudonym „Ernst Ahlgren“ benannt. Mittlerweile gibt es auch Züge, die nach Frauen benannt sind, wie etwa der Schriftstellerin Alice Lyttkens oder der fiktiven Flickan från Backafall (dem „Mädchen aus Backafall“, der Titel eines Gedichtes und später eines Spielfilmes); geblieben ist aber der Bezug zur Schonen.

## Linien
Im Auftrag von Skånetrafiken betriebene Strecken, die vom Pågatåg befahren werden:
| Linie  | Strecke | Stationen |
| ------ | --- | --------- |
| 1      | Lund – Malmö – Hyllie | 7         |
| 2      | Halmstad – Helsingborg – Landskrona – Lund – Malmö – Hyllie | 24        |
| 3      | Helsingborg – Teckomatorp – Eslöv – Lund – Malmö – Hyllie | 14/17     |
| 4a     | Hässleholm – Höör – Eslöv – Lund – Malmö – Hyllie | 13        |
| 4b     | Karlshamn – Kristianstad – Hässleholm – Höör – Eslöv – Lund – Malmö – Hyllie | 24        |
| 5      | Helsingborg – Åstorp – Hässleholm – Kristianstad | 14        |
| 6      | Lund – Malmö – Svedala – Ystad – Simrishamn | 17/20     |
| 7      | Markaryd – Hässleholm | 4         |
| 8      | Malmö Hyllie – Malmö C – Lund – Kävlinge – Teckomatorp – Åstorp | 12        |
| 9      | Helsingborg – Landskrona – Lund – Malmö – Trelleborg | 21        |
| 11     | Kävlinge – Furulund – Lomma – Malmöer Ringbahn: (Malmö C Tiefgeschoss – Malmö Triangeln – Malmö Hyllie – Svågertorp (Malmö Syd) – Malmö Persborg – Malmö Rosengård – Malmö Östervärn – Malmö C Obergeschoss) | 11        |
| Gesamt | | 73        |

Anmerkungen:
- Die Linien 1, 2, 4a und 4b werden auch vom Öresundståg bedient, der nicht an allen Haltestellen hält, jedoch weiter über die Öresundbrücke nach Dänemark fährt.
- Die Züge der Linien 2, 4a und 4b, die vom Öresundståg bedient werden, fahren auf schwedischer Seite über die Endstationen des Pågatågs hinaus.